# Église Saint-Gilles de Montreuil-sur-Barse
L'église Saint-Gilles est une église catholique située à Montreuil-sur-Barse, en France.

## Localisation
L'église est située dans le département français de l'Aube, sur la commune de Montreuil-sur-Barse.

## Historique
L'édifice est classé au titre des monuments historiques en 2002.

### Mobilier
Son mobilier du XVIe siècle :
- Un christ aux liens[2] avec sur son embase : L'AN Vc XIX PHELIPPON CANTTY ET REINE SA FEMME ONT DONEZ CEST YMAGE ;
- Verrières représentant la Vie de la Vierge (Éducation, Mort, Assomption, Couronnement), saint Nicolas, saint Gilles, sainte Barbe et un  Arbre de Jessé[3].

Du XIIe siècle, une peinture monumentale sur le thème du Jugement dernier.

### Galerie d'images

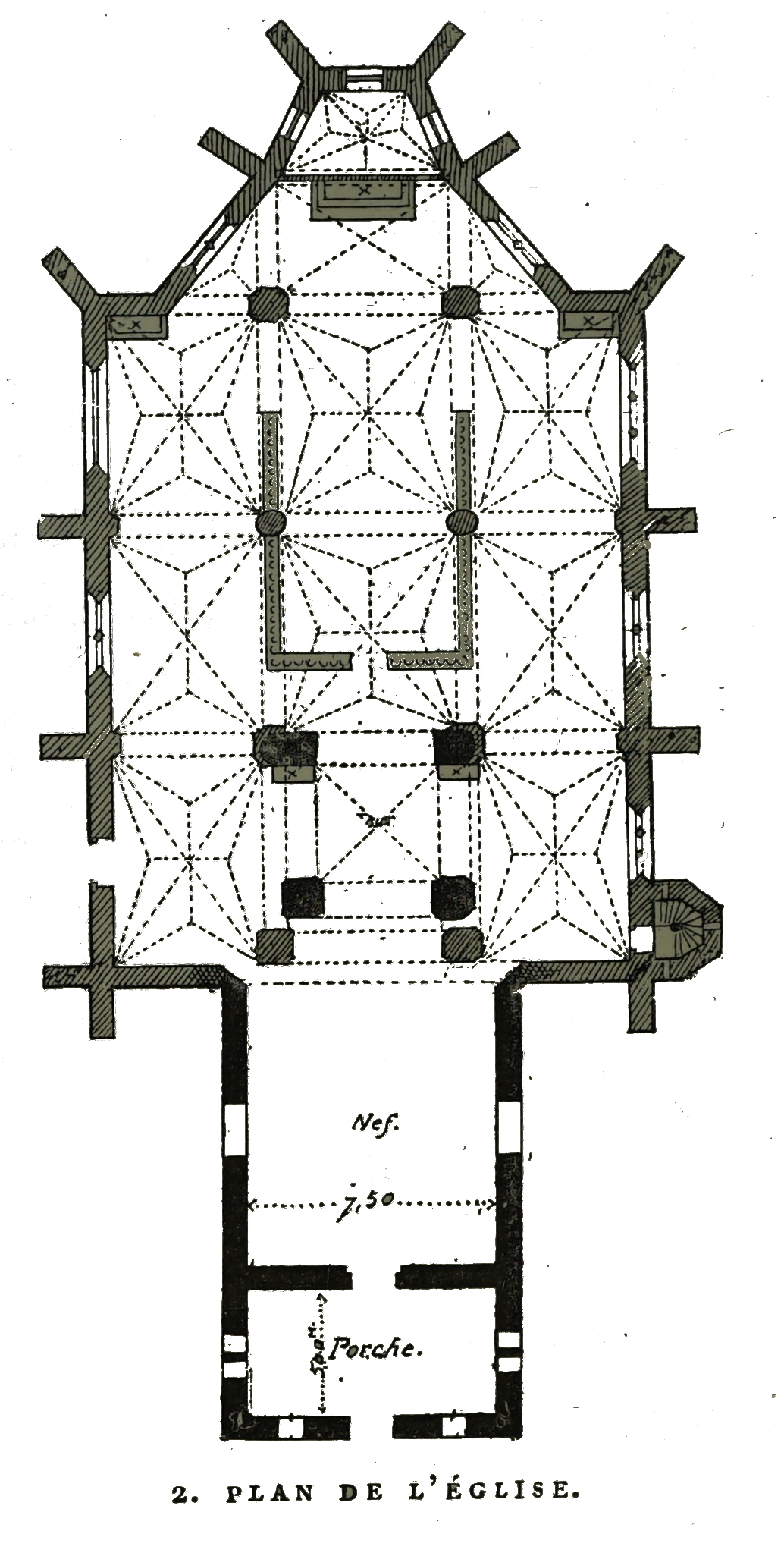
Plan.
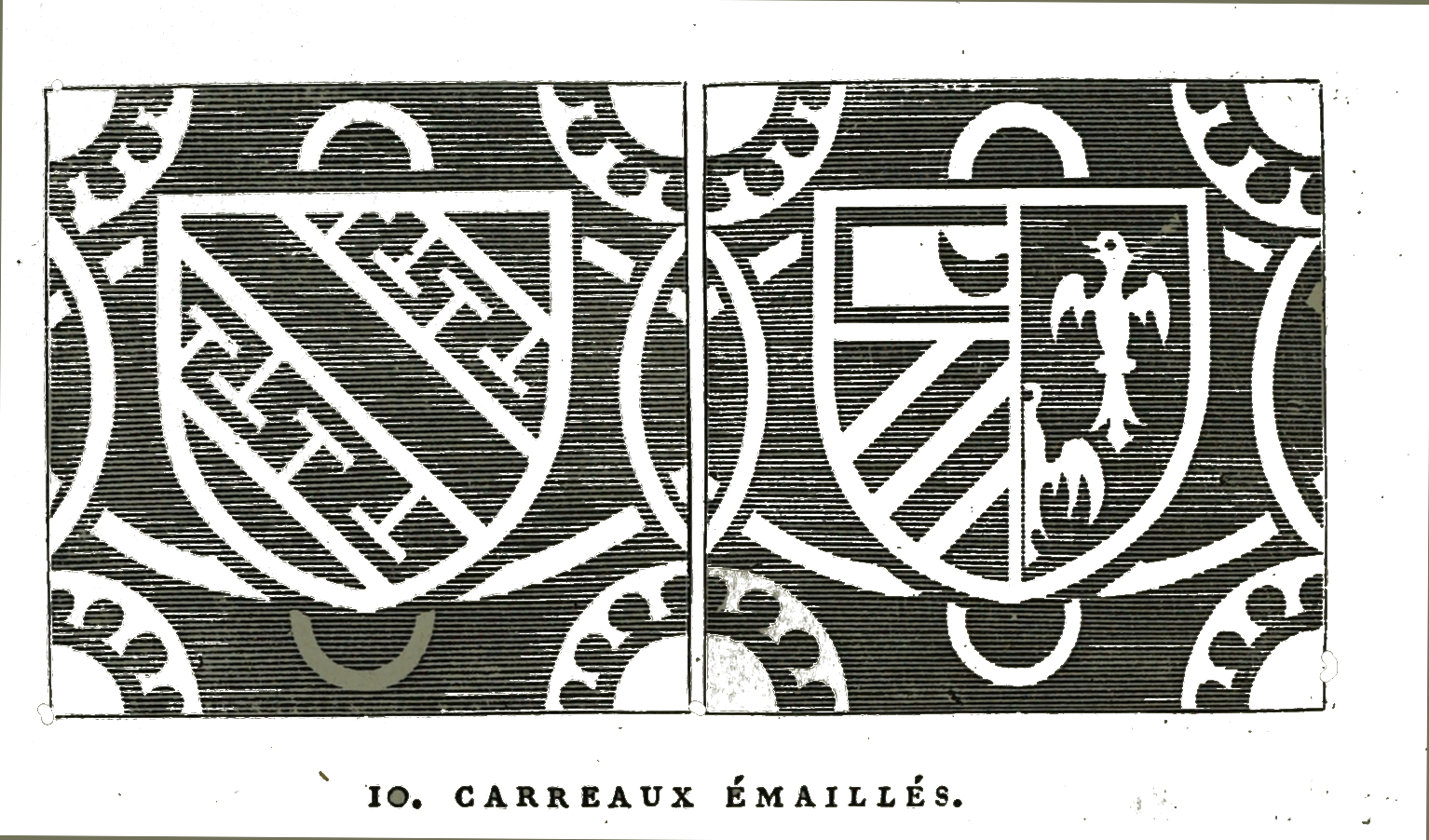
Carreau vernissé.
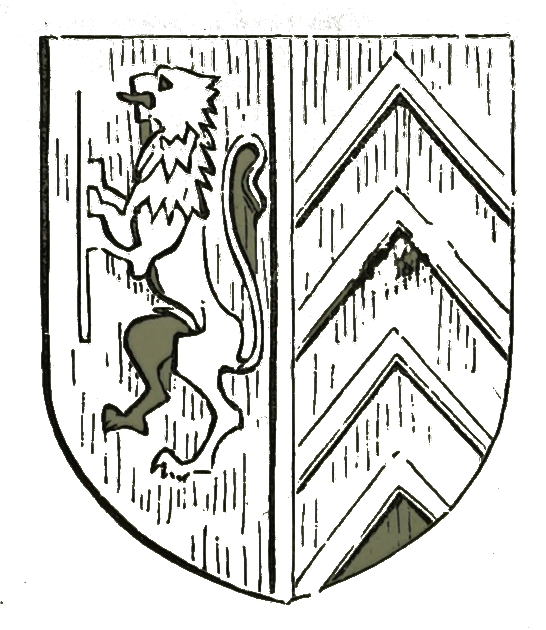
Des blasons : Claude de la Fille aliénor Germigny
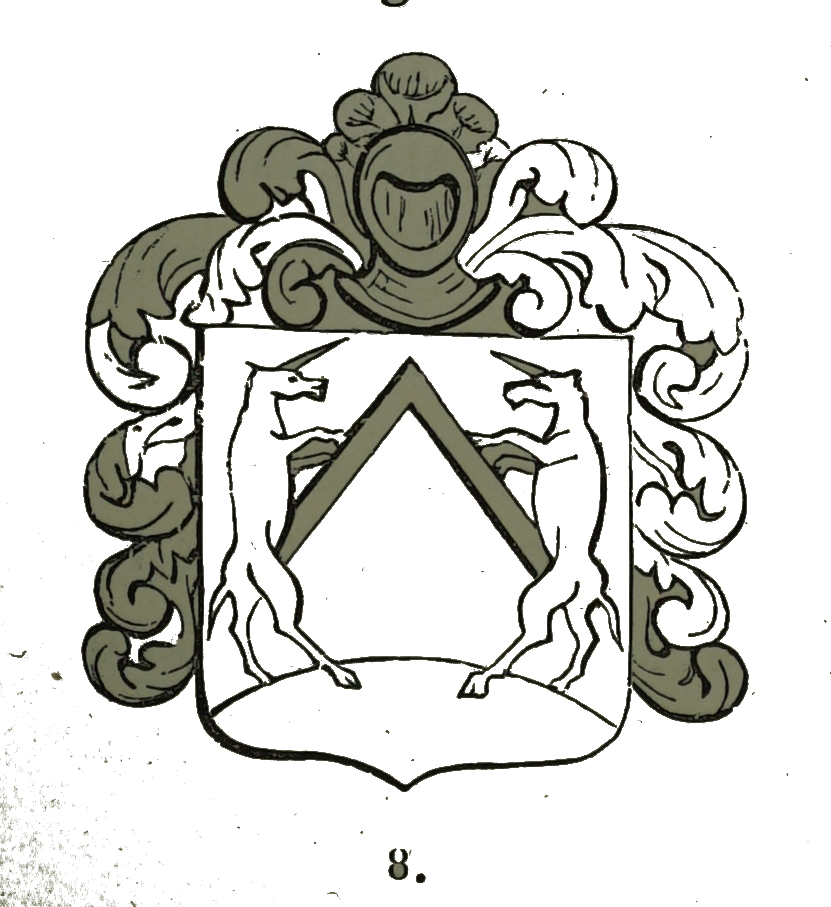
et Louis Devault par Fichot.